# Paul Strand

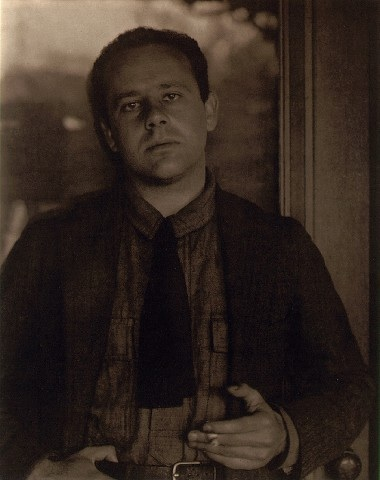
Paul Strand door Alfred Stieglitz, 1919.

Paul Strand (New York, 16 oktober 1890 – Parijs, 31 maart 1976) was een Amerikaanse fotograaf. Hij wordt beschouwd als een van de grondleggers van de modernistische fotografie.

## Leven en werk
Strand werd geboren als zoon van verarmde emigranten uit Bohemen Op zijn twaalfde kreeg hij een camera cadeau en op zijn veertiende ging hij in de leer bij de bekende fotograaf Lewis Hine, die als een van de grondleggers wordt beschouwd van de moderne reportagejournalistiek. Strand experimenteerde al op jonge leeftijd met abstracte fotografie, vooral van stadsgezichten, fabrieken en gebouwen. Vaak wordt hij geassocieerd met de hard-edged stijl van het precisionisme. Hij zag fotografie als een instrument om sociale veranderingen te helpen bewerkstelligen. Naar zijn eigen woorden probeerde hij altijd “de waarheid vast te leggen”.
Bekendheid kreeg Strand in 1916, toen Alfred Stieglitz in zijn atelier “Galerie 291” een tentoonstelling aan hem wijdde en separaat daaraan een nummer van zijn bekende fototijdschrift Camera Work.
In de volgende decennia richtte Strand zich naast de fotografie vooral ook op filmen. Zijn eerste film was de documentaire “Manhatta” (1921), gemaakt samen met de schilder Charles Sheeler, over het alledaagse leven in New York. In 1936 werkte hij mee aan de bekende documentaire The Plow that Broke the Plains (over het armoedige leven in het midden van Amerika na de verdrijving van de indianen) en in 1942 aan Native Land (over de strijd van de vakbonden).
In 1948 emigreerde Strand naar Frankrijk. Hij stierf in 1976 te Parijs.

## Galerij

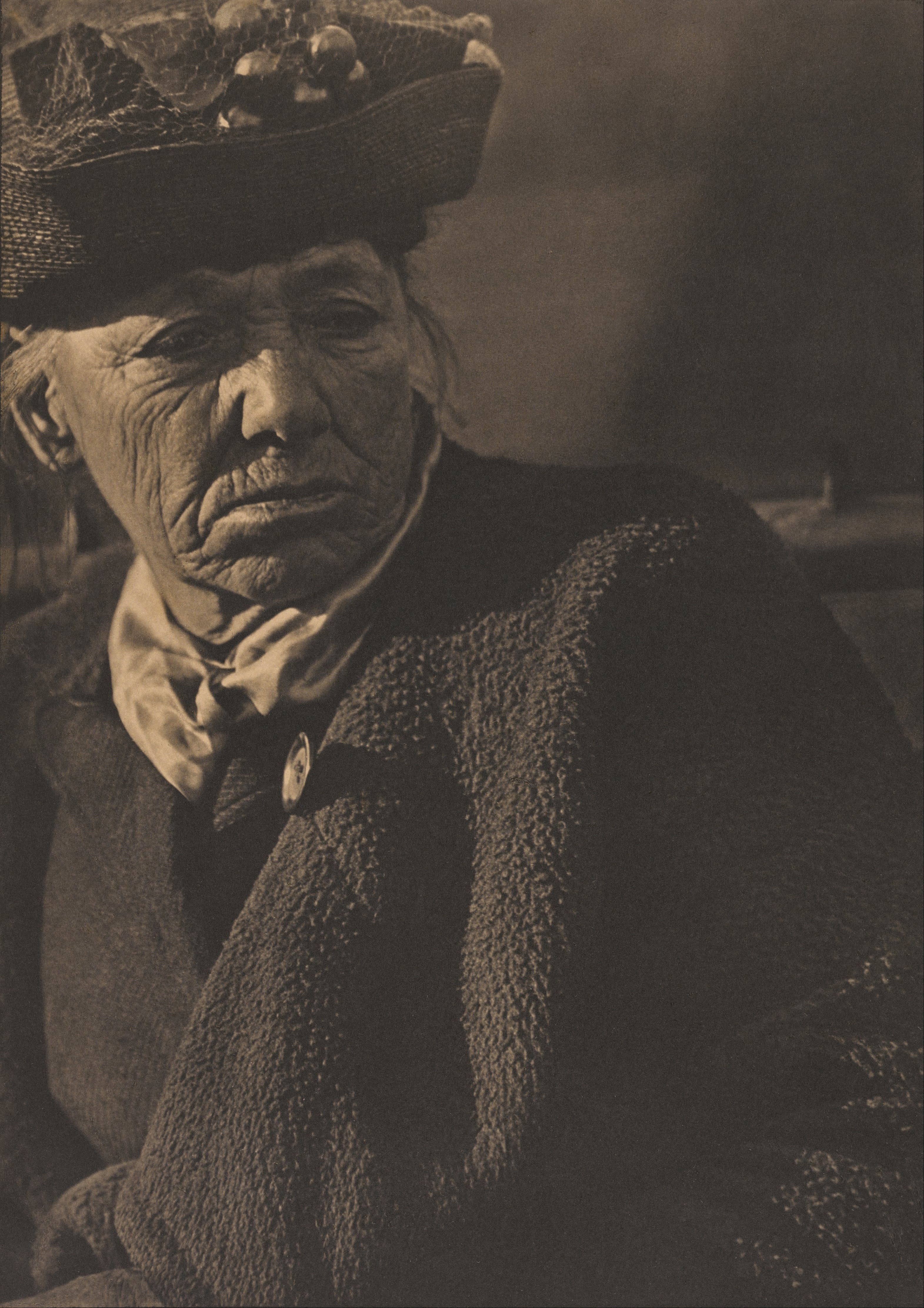
Portret, 1917
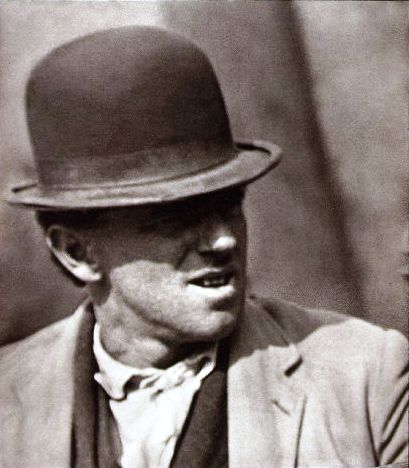
Verlopen man met een bolhoed, 1916
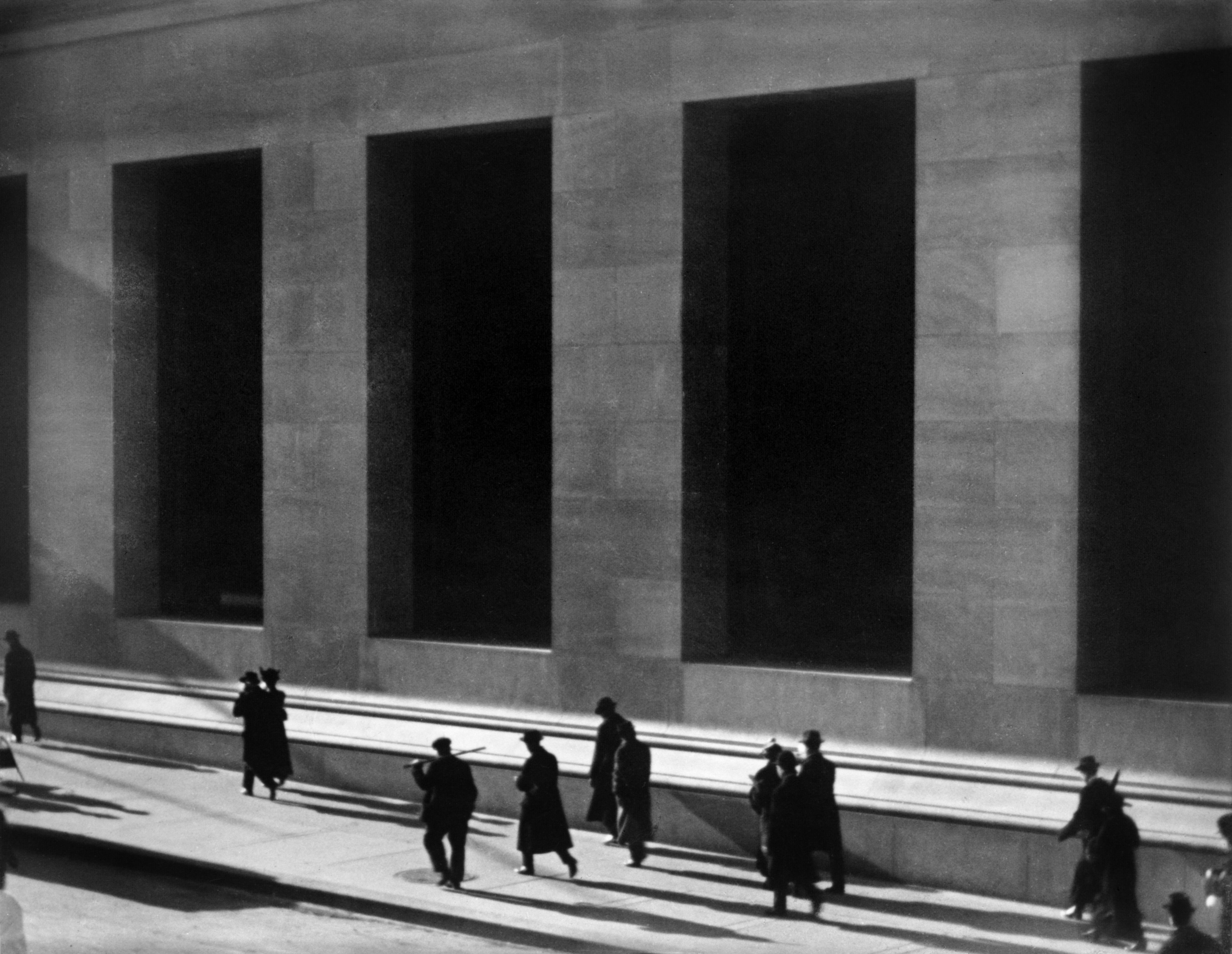
Wall Street, New York, 1915
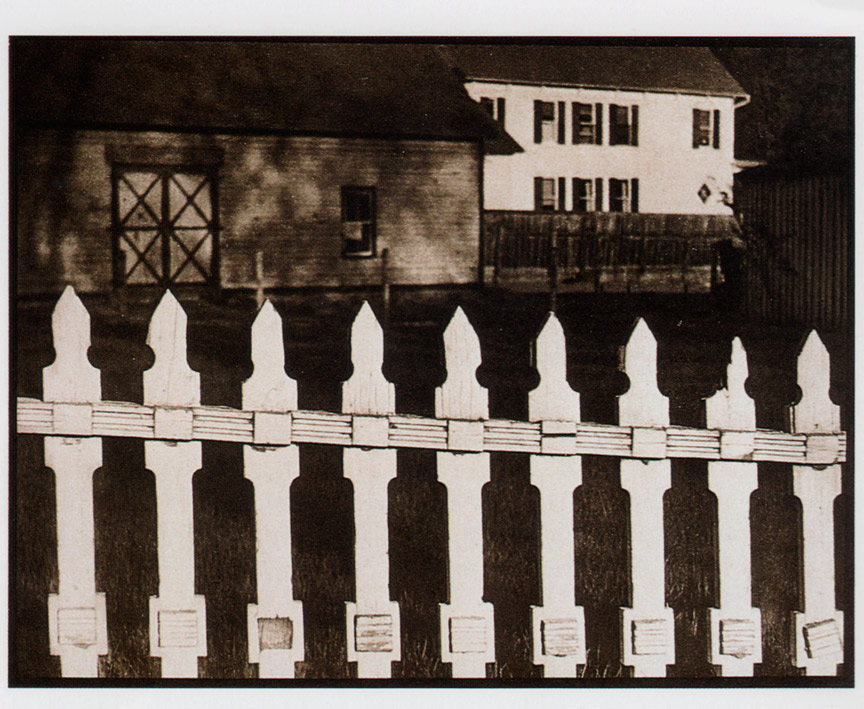
Fence, 1917